# 都城都市圏
都城都市圏（みやこのじょうとしけん）は、宮崎県都城市を中心とする都市圏である。

## 概要
宮崎県都城盆地一帯は古くから「きりしまんじだ（霧島盆地の土地）」とも称され、鹿児島県を含む霧島連山を中心とした圏域（霧島市、小林市など）との結びつきは強い。江戸時代は薩摩藩でありながら一貫して都城島津氏（北郷氏）の私領として本藩からはある程度独立した位置づけであったため、産業や文化などにおいて鹿児島市を中心とする鹿児島都市圏とはまた異なる独自の発展を遂げてきた。
現在は令制国に沿った形で宮崎県と鹿児島県に区分されているが、日常生活では県境とは無関係に人々の往来は活発である。また、鹿児島県曽於市内の旧財部町及び旧末吉町（岩﨑の一部を除く）の市外局番は、宮崎県都城市と同じであり都城市などへの通話は市内通話扱いである（逆に、同じ曽於市内でも旧大隅町等との通話は市外通話扱いとなる）。

## 都市圏の定義

### 都市雇用圏（10% 通勤圏）
金本良嗣・徳岡一幸によって提案された都市圏。細かい定義等は都市雇用圏に則する。一般的な都市圏の定義については都市圏を参照のこと。
2010年国勢調査における都市雇用圏の人口は243,623人。
- 10% 通勤圏に入っていない町村は、各統計年の欄で灰色かつ「-」で示す。

| 県       | 自治体 ('80) | 1980年                 | 1990年                 | 1995年                 | 2000年                 | 2005年                 | 2010年                 | 自治体 （現在） |
| -------- | ------------ | ---------------------- | ---------------------- | ---------------------- | ---------------------- | ---------------------- | ---------------------- | --------------- |
| 宮崎県   | 高原町       | -                      | -                      | -                      | -                      | -                      | 都城 都市圏 24万3623人 | 高原町          |
| 宮崎県   | 高崎町       | -                      | 都城 都市圏 22万6155人 | 都城 都市圏 22万8987人 | 都城 都市圏 22万7196人 | 都城 都市圏 24万2453人 | 都城 都市圏 24万3623人 | 都城市          |
| 宮崎県   | 山之口町     | 都城 都市圏 18万9065人 | 都城 都市圏 22万6155人 | 都城 都市圏 22万8987人 | 都城 都市圏 22万7196人 | 都城 都市圏 24万2453人 | 都城 都市圏 24万3623人 | 都城市          |
| 宮崎県   | 高城町       | 都城 都市圏 18万9065人 | 都城 都市圏 22万6155人 | 都城 都市圏 22万8987人 | 都城 都市圏 22万7196人 | 都城 都市圏 24万2453人 | 都城 都市圏 24万3623人 | 都城市          |
| 宮崎県   | 山田町       | 都城 都市圏 18万9065人 | 都城 都市圏 22万6155人 | 都城 都市圏 22万8987人 | 都城 都市圏 22万7196人 | 都城 都市圏 24万2453人 | 都城 都市圏 24万3623人 | 都城市          |
| 宮崎県   | 都城市       | 都城 都市圏 18万9065人 | 都城 都市圏 22万6155人 | 都城 都市圏 22万8987人 | 都城 都市圏 22万7196人 | 都城 都市圏 24万2453人 | 都城 都市圏 24万3623人 | 都城市          |
| 宮崎県   | 三股町       | 都城 都市圏 18万9065人 | 都城 都市圏 22万6155人 | 都城 都市圏 22万8987人 | 都城 都市圏 22万7196人 | 都城 都市圏 24万2453人 | 都城 都市圏 24万3623人 | 三股町          |
| 鹿児島県 | 財部町       | 都城 都市圏 18万9065人 | 都城 都市圏 22万6155人 | 都城 都市圏 22万8987人 | 都城 都市圏 22万7196人 | 都城 都市圏 24万2453人 | 都城 都市圏 24万3623人 | 曽於市          |
| 鹿児島県 | 末吉町       | -                      | 都城 都市圏 22万6155人 | 都城 都市圏 22万8987人 | 都城 都市圏 22万7196人 | 都城 都市圏 24万2453人 | 都城 都市圏 24万3623人 | 曽於市          |
| 鹿児島県 | 大隅町       | -                      | -                      | -                      | -                      | 都城 都市圏 24万2453人 | 都城 都市圏 24万3623人 | 曽於市          |
| 鹿児島県 | 松山町       | -                      | -                      | -                      | -                      | 都城 都市圏 24万2453人 | -                      | 志布志市        |
| 鹿児島県 | 志布志町     | -                      | -                      | -                      | -                      | -                      | -                      | 志布志市        |
| 鹿児島県 | 有明町       | -                      | -                      | -                      | -                      | -                      | -                      | 志布志市        |

- 2005年7月1日：末吉町・財部町・大隅町が新設合併し、曽於市となる。
- 2006年1月1日：都城市・山之口町・高城町・山田町・高崎町が新設合併し、都城市となる。
- 2006年1月1日：志布志町・松山町・有明町が新設合併し、志布志市となる。

### 広域行政の枠組み
宮崎県では、1969年に都城市・北諸県郡の1市5町を「都城北諸県広域市町村圏」として広域市町村圏を指定した。一般的には「都城北諸地域」あるいは「都北地区」と呼ぶことが多い。
都城市、三股町、曽於市および志布志市は2009年に協定を結び、都城広域定住自立圏を形成している。

## 交通

### 鉄道
- 日豊本線
- 吉都線

### 道路

#### 放射線
- 国道10号
- 国道221号
- 国道222号
- 国道269号

#### 環状線
- 都城志布志道路（都城道路・都城東環状線）
- 宮崎県道12号都城東環状線

#### 高速道路
- 宮崎自動車道
- 東九州自動車道